# Julius Lana
Giulio Lana ou Julius Lana (1561 – 1609) foi um prelado católico romano que serviu como bispo de Vulturara e Montecorvino (1606–1609).

## Biografia
Julius Lana nasceu em Brescia, na Itália, em 1561. A 18 de dezembro de 1606, foi nomeado durante o papado de Paulo V como Bispo de Vulturara e Montecorvino. A 24 de dezembro de 1606, foi consagrado bispo por Ottavio Paravicini, cardeal-presbítero de Sant'Alessio. Serviu como bispo de Vulturara e Montecorvino até à sua morte em 1609.